# Rápida y mortal
Rápida y mortal (The Quick and the Dead) es una película de wéstern de 1995, dirigida por Sam Raimi. Está protagonizada por Sharon Stone, Gene Hackman, Russell Crowe y Leonardo DiCaprio. El guion fue escrito por Simon Moore, pero incluye contribuciones de Joss Whedon. La historia se centra en "La Dama" (Stone), una pistolera que cabalga en la fronteriza ciudad de Redemption, controlada por John Herod (Hackman). La Dama se une a una competición de duelo mortal en un intento de vengarse por la muerte de su padre.
El guion de Simon Moore fue comprado por Sony Pictures Entertainment en mayo de 1993, y la actriz Sharon Stone firmó como estrella y coproductora. El desarrollo fue acelerado después de la contratación del director Sam Raimi, y la fotografía principal comenzó en Old Tucson Studios en Arizona el 21 de noviembre de 1993. La película fue distribuida por TriStar Pictures y lanzada en los EE. UU. el 10 de febrero de 1995, con una recaudación irregular en la taquilla, recibiendo críticas mixtas. Sin embargo, en años posteriores, la película ha recibido elogios de la crítica, especialmente por las actuaciones, la dirección, la cinematografía y la partitura musical, y algunos críticos lo señalan como subestimada en el catálogo de Raimi.
Este fue el debut cinematográfico estadounidense de Russell Crowe y fue la última actuación de Woody Strode (la película está dedicada a él), así como el último estreno teatral de Roberts Blossom que murió en 2011. La frase "lo rápido y lo muerto" es de la Segunda epístola a Timoteo (2 Timoteo 4, 1) en varias versiones de la Biblia, incluyendo la Biblia del rey Jacobo, describiendo el juicio final. La trama de esta película no se parece a la de película de 1987 del mismo nombre, que se basó en una novela del oeste de Louis L'Amour.

## Argumento
En 1881, una pistolera conocida solo como La Dama llega a la ciudad de Redemption en el Viejo Oeste, donde participa en un concurso de eliminación rápida en duelo de pistolas realizado por el despiadado alcalde del pueblo, un ex forajido llamado John Herodes. Ella se encuentra con el Niño Ciego Lustrabotas y un repulsivo convicto escapado llamado Scars, cuya propuesta rechaza con dureza. En una reunión de inscripción en el salón de la ciudad esa noche, se explican las reglas: cualquier concursante puede desafiar a cualquier otro, no se puede rechazar ningún desafío, cada competidor debe pelear una vez al día, y una pelea continúa hasta que un competidor ceda o muera. Mientras allí conoce a Cort, un antiguo secuaz de Herodes convertido en predicador a quien Herodes ha capturado y obligado a participar en el concurso. La Dama salva la vida de Cort disparando a través de la cuerda con la que los hombres de Herodes intentan colgarlo, luego pasa la noche borracha con "El Chico", un joven descarado que dirige una tienda de armas y espera impresionar a Herodes, creyendo que Herodes es su padre, El Chico espera ganarse su respeto al ingresar y ganar el torneo.
En la primera ronda de duelos, El Chico derrota a un campeón sueco de sorteo rápido mientras que Herodes mata a un fanfarrón llamado Ace Hanlon, que se había atribuido algunos de los logros de Herodes. La Dama derrota al Perro Kelly, un enemigo que previamente había dejado encadenado a un carro. Como Cort no tiene dinero, Herodes le compra un arma oxidada y barata y declara que solo puede tener una bala a la vez para que no pueda salir disparado de la ciudad. Aunque Cort ha renunciado a la violencia, recurre a su habilidad excepcional como pistolero y gana su duelo de primera ronda.
Antes de que comience la segunda ronda, Herodes se encuentra con Clay Cantrell, un pistolero profesional contratado por la gente del pueblo para matarlo. Antes del duelo, Herodes cambia las reglas y proclama que todos los concursos son ahora a muerte. Después de matar a Cantrell, Herodes se dirige enojado a la gente del pueblo y les informa que continuará aumentando sus impuestos sobre ellos hasta que entiendan que él está a cargo de todo. Esa noche, durante una tormenta, La Dama se enfrenta a Eugene Dred después de que él viola a la hija del dueño del salón. Ella le dispara en los genitales, pero le perdona la vida y regresa al bar, pero Dred la embosca y finalmente se ve obligada a matarlo.
Al día siguiente, Cort está programado para luchar contra Caballo Manchado, un nativo americano que afirma que "no puede ser asesinado por una bala". La Dama, todavía molesta por matar a Dred la noche anterior, se ensilla y sale de la ciudad antes de la pelea de Cort. Cort golpea por poco a Caballo Manchado después de tener que rogar por una segunda bala. Doc Wallace encuentra a la Dama en un cementerio cercano, quien le dice que la reconoce y sabe por qué está allí. Durante un flashback, se revela que el verdadero nombre de la Dama es Ellen, y su padre solía ser el jefe de policía en Redemption, hasta que Herodes invadió, mató a todos los agentes y lo colgó. Herodes le dio a Ellen una pistola y tres disparos para tratar de romper la cuerda de la que colgaba su padre, pero ella lo mató accidentalmente. Doc Wallace le dice que los hombres de Herodes desenterraron el cuerpo de su padre, lo quemaron y destrozaron su lápida. Le entrega a Ellen el viejo distintivo de su padre y le ruega que regrese y ayude a deshacerse de la ciudad de Herodes, ya que ella y Cort son ahora la única esperanza de Redemption.
Ellen regresa al pueblo y aborda a Cort, asegurándose su ayuda para librar al pueblo de Herodes. La Dama desafía directamente a Herodes, pero se asusta al escuchar que ya ha aceptado una pelea contra El Chico. Ellen y Cort son los únicos otros luchadores que quedan y Herodes les ordena que se enfrenten, amenazados de ejecución si ninguno de ellos se bate a duelo contra el otro. El Chico rechaza la sugerencia de Herodes de retirarse del concurso; durante su duelo, Herodes mata al Chico mientras sufre una herida en el cuello. Malherido, El Chico intenta tomar la mano de su supuesto padre, pero Herodes le suelta la mano, diciendo a la gente del pueblo que "nunca se demostró que fuera hijo mío." Cuando Cort y Ellen se enfrentan, Cort le ruega que lo mate, luego desenfunda y dispara contra ella. Doc Wallace declara a Ellen muerta; Cort, furioso, exige luchar contra Herodes de inmediato, pero se conforma con el amanecer del día siguiente. Ratsy, uno de los secuaces de Herodes, golpea a Cort severamente esa noche y le rompe la mano derecha.
A la mañana siguiente, Herodes, enojado, despide a Ratsy de su servicio al ver la lesión de Cort, luego lo mata con un rifle mientras intenta huir. Él ofrece luchar contra Cort con la mano izquierda, pero le dice a sus secuaces que lo maten si gana. En el momento en que Herodes desenfunda, varios edificios explotan, incluida la casa de Herodes y la torre del reloj. Ellen emerge del humo y las llamas, después de haber fingido su muerte con la ayuda de Cort, Doc Wallace, y una botella de tinta roja obtenida del Niño ciego, y de haber usado el alijo de dinamita de The Kid. Cort mata a los hombres de Herodes, y Ellen se enfrenta a Herodes, revelando su identidad arrojando la insignia de su padre a sus pies. Herodes hiere a Ellen, pero ella le dispara en el pecho, aturdiéndolo, y lo remata con una bala en el ojo. Lanza la insignia a Cort y dice: "La ley ha vuelto a la ciudad", luego se levanta y se aleja.

## Reparto
| Personaje          | Actor original (EE. UU.) | Actor de voz (España) | Actor de voz (Hispanoamérica) | Actor de voz (Hispanoamérica - Redoblaje) |
| ------------------ | ------------------------ | --------------------- | ----------------------------- | ----------------------------------------- |
| Ellen              | Sharon Stone             | Mercedes Montalá      | Queta Leonel                  | Mariana Correa                            |
| John Herod         | Gene Hackman             | Camilo García         | Arturo Mercado                | Dany de Álzaga                            |
| Cort               | Russell Crowe            | Pere Molina           | Óscar Gómez                   | Diego Brizzi                              |
| Fee "El Chico"     | Leonardo DiCaprio        | Roger Pera            | Sebastián Rosas               | Pablo Gandolfo                            |
| Dog Kelly          | Tobin Bell               |                       |                               | Mario De Candia                           |
| Ratsy              | Raynor Scheine           | Rafael Calvo          | Enrique Cervantes             | Hernán Palma                              |
| Doc Wallace        | Roberts Blossom          |                       | Carlos Águila                 | Alfredo Devita                            |
| Eugene Dred        | Kevin Conway             |                       | Ángel Casarín                 | Gustavo Dardés                            |
| Sgt. Clay Cantrell | Keith David              | Miguel Ángel Jenner   | Eduardo Fonseca               | René Sagastume                            |
| Ace Hanlon         | Lance Henriksen          | Ernesto Aura          | Óscar Arzamendi               | Adrián Wowczuk                            |
| Horace             | Pat Hingle               | Pepe Mediavilla       | César Izaguirre               | Ariel Abadi                               |
| The Marshal        | Gary Sinise              |                       | Enrique Mederos (†)           | Juan Manuel Echave                        |
| Scars              | Mark Boone Junior        |                       |                               | Juan Manuel Echave                        |
| Katie              | Olivia Burnette          | Nuria Trifol          | Mónica Estrada                | Sol Nieto                                 |
| Niño ciego         | Jerry Swindall           | Albert Trifol Segarra | Víctor Ugarte                 | Javier Naldjián                           |
| Mattie Silk        | Fay Masterson            |                       | Elena Ramírez                 | María Laura Cassani                       |
| Gutzon             | Sven-Ole Thorsen         |                       |                               | Javier Gómez                              |
| Caballo Manchado   | Jonothon Gill            |                       |                               | José Luis Perticarini                     |

## Producción

### Desarrollo
El escritor Simon Moore terminó su guion especulativo para "The Quick and the Dead" a fines de 1992, escribiéndolo como un homenaje a los Spaghetti Westerns de Sergio Leone, particularmente el Trilogía del dólar protagonizada por Clint Eastwood. El escritor decidió que el personaje principal debería ser una mujer. "Cuando introduces a las mujeres en ese tipo de mundo, sucede algo muy interesante y tienes una dinámica interesante de inmediato", comentó Moore. Los nombres del villano principal (Herodes) y el pueblo (Redemption) fueron alusiones intencionales a la Biblia. Moore consideró dirigir su propio guion como película independiente y rodar "The Quick and the Dead" con un presupuesto de $ 3–4 millones en España o Italia.
Sony Pictures Entertainment compró el guion de Moore en mayo de 1993 y se acercó a Sharon Stone para protagonizar el papel principal en julio de 1993. Debido a que Stone también se inscribió como coproductor, tuvo la aprobación sobre la elección del director. Sam Raimi fue contratado para dirigir porque Stone quedó impresionado con su trabajo en  Army of Darkness  (1992). La actriz les dijo a los productores que si Raimi no dirigía la película, no la protagonizaría. Aunque tenía emociones encontradas sobre el trabajo anterior de Raimi, creía que el director todavía tenía que mostrar sus talentos, sintiendo que "The Quick and the Dead" sería una oportunidad perfecta para "extender los límites de su capacidad técnica y creativa". Moore también estaba entusiasmado con la contratación de Raimi, basado en su trabajo anterior con la serie de películas Evil Dead.
Cuando Sony comenzó el desarrollo de The Quick and the Dead, el estudio encargó una serie de reescrituras a Moore. El escritor fue finalmente despedido y reemplazado por John Sayles, quien, según Moore, tomó las órdenes de Sony de "hacer más de una película del viejo oeste americano". Moore fue recontratado para que la filmación comenzara en tres semanas porque el guion de Sayles se acercaba a un tiempo de ejecución de 2.5 horas. Al reescribir el guion de rodaje, Moore simplemente omitió el trabajo de Sayles sin que Sony lo notara. Una semana antes del rodaje, Sony consideró que el guion era bueno, por lo que Moore describió las reescrituras como "un ejercicio completamente inútil".

### Filmación
Russell Crowe audicionó originalmente para un papel diferente en la película antes de que Sharon Stone le pidiera al actor que tratara del papel masculino principal. "Cuando vi Romper Stomper (1992), pensé que Russell no solo era carismático, atractivo y talentoso, sino también intrépido", razonó Stone. "Y considero que la valentía es muy atractiva. Estaba convencida de que no lo asustaría". Raimi descubrió que Crowe era "audaz y desafiante. Me recuerda lo que imaginamos que era el vaquero estadounidense. ". Al trabajar con Raimi, Crowe más tarde describió al director como "algo así como el cuarto chiflado."

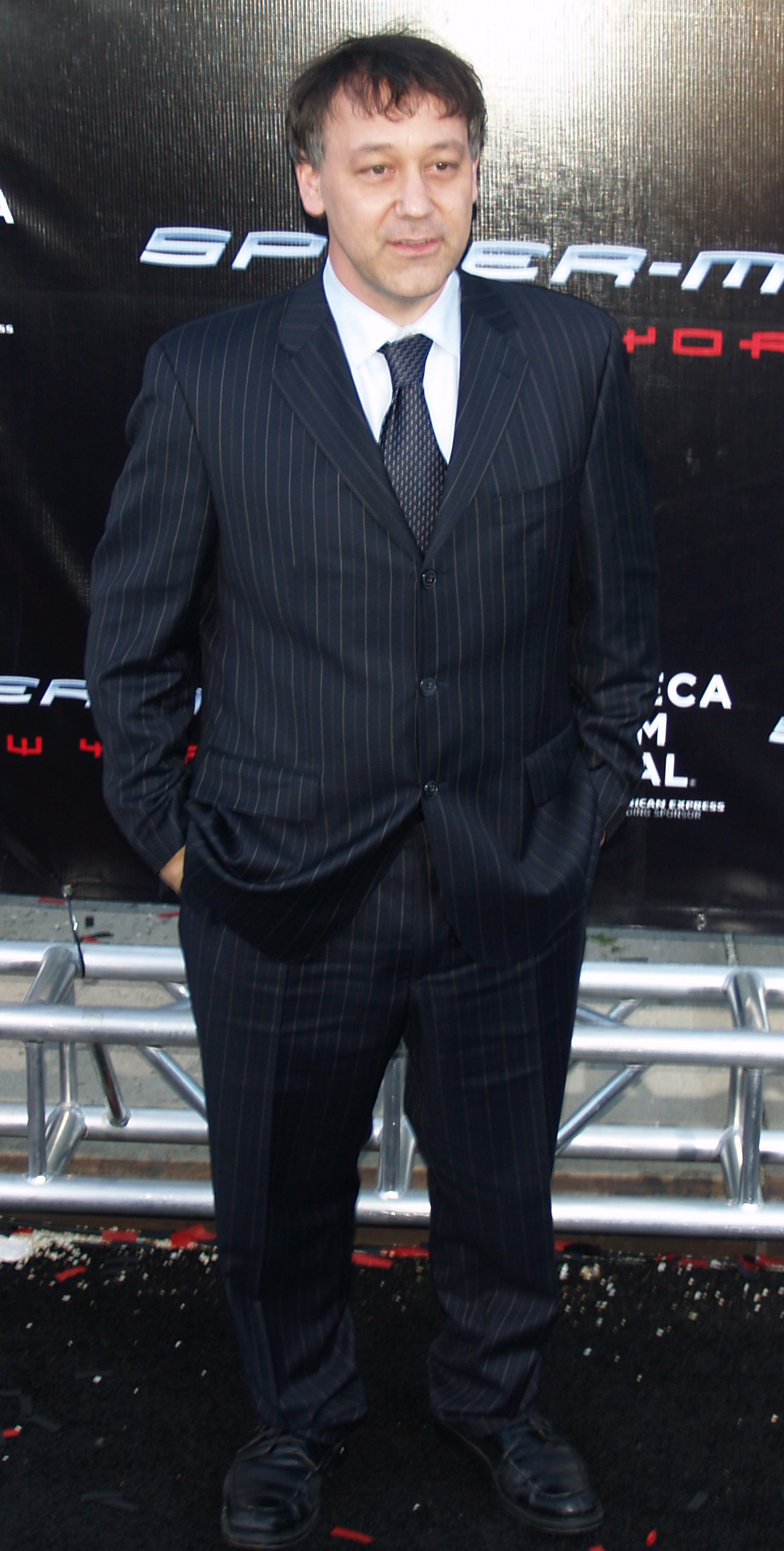
Director Sam Raimi

Sony Pictures tenía dudas sobre la elección de Stone de Crowe porque no era un actor famoso a mediados de la década de 1990. Para elegir a Gene Hackman en el papel de Herodes, TriStar Pictures cambió el lugar de rodaje de Durango, México a Tucson, Arizona. Sam Rockwell audicionó para El Chico, un papel que terminó yendo a Leonardo DiCaprio. Sony también dudaba sobre el casting de DiCaprio. Como resultado, Stone decidió pagar el salario de DiCaprio.
La filmación originalmente estaba programada para comenzar en octubre de 1993, pero se retrasó porque Crowe estaba ocupado con otra película en Australia. La fotografía principal para  The Quick and the Dead  duró del 21 de noviembre de 1993 al 27 de febrero de 1994. Las locaciones incluyeron los Old Tucson Studios en Arizona y Mescal, a 40 millas al sureste de Tucson. La producción se detuvo brevemente a veces por problemas climáticos. Thell Reed, que fue contratado como entrenador de armas y maestro de armas, trabajó con el elenco durante más de tres meses de entrenamiento. Para hacer parecer viejo el Colt Navy 1851 de Cort y las otras armas usadas, Reed experimentó con medidas simples. "Los saqué junto a mi piscina y los sumergí en agua con cloro para que se oxidaran", explicó. "Parecían oxidados y viejos, pero eran armas nuevas". Tal detalle, incluyendo el revestimiento de níquel y las manijas de marfil en el Colt Peacemakers, era exacto para el período de tiempo.
El pueblo de Redemption fue diseñada por Patrizia von Brandenstein, conocida por su trabajo en Amadeus (1984) y Los intocables (1987). La primera elección de Raimi como supervisor de efectos visuales fue William Mesa, su colaborador en  Darkman  (1991) y  Army of Darkness  (1993). En cambio, Sony eligió a The Computer Film Company para crear las secuencias de efectos visuales. Las escenas Pick-up tuvieron lugar hasta noviembre - diciembre de 1994. Esto incluyó un duelo extendido entre Sharon Stone y Gene Hackman.
Stone tenía una escena de amor eliminada del corte final de "The Quick and the Dead" antes del lanzamiento de la película en los Estados Unidos. La actriz / coproductora pensó que la escena no encajaba con la realidad establecida de la imagen. Fue restaurada para las ediciones caseras de la película.

### Banda sonora
La banda sonora original de la película "The Quick and the Dead", fue lanzada por el sello musical Varèse Sarabande el 14 de febrero de 1995. La partitura de la película fue compuesta y dirigida por Alan Silvestri y mezclada por Dennis Sands. Kenneth Karman y Thomas Drescher editaron la música de la película.

## Lanzamiento

### Taquilla
The Quick and the Dead  se estrenó en los Estados Unidos el 10 de febrero de 1995 en 2,158 salas de cine, ganando $ 6,515,861 en su primer fin de semana. La película finalmente recaudó $ 18,636,537 en la taquilla de los EE. UU. y fue declarado un fracaso en taquilla. El escritor Simon Moore señaló que la película se realizó modestamente en Europa.
The Quick and the Dead  'se enfrentó a la competencia en la taquilla de Billy Madison, The Brady Bunch Movie, Just Cause y Heavyweights . El director Sam Raimi luego se culpó a sí mismo y a su estilo visual por el fracaso de la película. "Estaba muy confundido después de hacer esa película. Durante varios años pensé que era como un dinosaurio. No podía cambiar con el material". TriStar Pictures también mostró a The Quick and the Dead como una película "fuera de competencia" en el Festival de Cine de Cannes de 1995. Además, Stone fue nominada para el Premio Saturno a la Mejor Actriz, pero perdió ante Angela Bassett en  Strange Days . Una novelización escrita por Jack Curtis fue publicada por HarperCollins en septiembre de 1995. La versión  Region 1 DVD se lanzó en septiembre de 1998.

### Recepción crítica
The Quick and the Dead recibió críticas mixtas de los críticos de cine. Basado en 41 comentarios, Rotten Tomatoes le da a la película un puntaje de 56%, con una calificación promedio de 5.9 / 10. Metacritic calculó un puntaje promedio de 49/100, basado en 21 comentarios.
Janet Maslin de  The New York Times  elogió la actuación de Stone y la dirección de Raimi. "La presencia de Stone subraya muy bien las tácticas de flexión de género de Raimi, el creador de la película de culto que ahora hace todo lo posible para reinventar la película B en un espíritu de alegría autorreferencial". Roger Ebert del  Chicago Sun-Times  criticó la película por ser abiertamente cliché, pero elogió la dirección de Raimi y la  cinematografía de Dante Spinotti. El crítico y biógrafo de Raimi Bill Warren escribió que la película "es un intento muy consciente (aunque no consciente de sí mismo) de recrear algunos de los temas, el estilo y el atractivo de Sergio Leone es majestuosamente operística Spaghetti Western s de la década de 1960, especialmente la trilogía Hombre sin nombre que protagonizó Clint Eastwood. Es más alegre, más romántico y de alguna manera más estadounidense que las películas de Leone".
Jonathan Rosenbaum del Chicago Reader  observó que "Raimi intenta hacer un Sergio Leone, y aunque" The Quick and the Dead "es muy agradable en algunos lugares, no lo hace parece muy convincente, tal vez porque nada puede convertir a Sharon Stone en Charles Bronson". Peter Travers de Rolling Stone sintió que The Quick and the Dead suena como una compilación enloquecida de lo más destacado de famosos westerns. Raimi encuentra el aspecto correcto pero pierde el latido del corazón. Dejas la película aturdido en lugar de deslumbrado, como si un tirador experto hubiera sacado su arma solo para pegarse un tiro en el pie".

## Legado

### Revaluación crítica
A pesar de tener una recepción crítica mixta en el lanzamiento, "The Quick and the Dead" ha recibido elogios tanto de los críticos como de los fanáticos, y ha ganado seguidores de culto. En retrospectiva, Scott Hallam de Dread Central dijo: "Raimi mostró cuán versátil podría ser como director con el lanzamiento de The Quick and the Dead. Porque después de dirigir Evil Dead 2, Darkman y Army of Darkness, ¿cuál sería el próximo? ¿Un paso lógico pero un western protagonizado por Sharon Stone como una pistolera? De alguna manera, la película realmente pateó traseros, y Raimi podría agregar otro género a su gorra de director. Lleno de un elenco sobresaliente además de Stone, que incluía a Gene Hackman, Russell Crowe, Protagonizada por Leonardo DiCaprio y Lance Henriksen, Tobin Bell y Gary Sinise en papeles más pequeños, The Quick and the Dead definitivamente tenía el talento para actuar para tener éxito. Desafortunadamente, debido a la fuerte competencia en la taquilla y cualquier otra razón, tuvo problemas para encontrar Los espectadores, incluso con la actuación de Stone elogiada por la crítica. Aunque nunca será aclamada como la mejor película de Sam Raimi, The Quick and the Dead mostró la versatilidad del director y su valentía para sumergirse en cualquier proyecto".
Jay Royston de What Culture elogió la película y la consideró una de las mejores películas de Raimi: "Esto realmente no dio en la nota correcta en la taquilla a pesar de su elenco de gran poder, pero tengo que ponerlo entre las 3 mejores películas de Raimi, tal vez porque es muy diferente a otras películas de Raimi, pero combina las tres mejores cualidades de un director ya mencionado; trabajar con actores, innovar tomas de cámara y contar una buena historia visualmente."
Bill Gibron de Pop Matters también elogió la película: "Este fue el punto de quiebre geek para muchos certificados Raimaniacos. En primer lugar, era un western en los días en que el género luchaba más o menos por la vida. Además, protagonizó cuando aún no estaba de moda Leonardo DiCaprio, un signo de interrogación llamado Russell Crowe, y Sharon Stone sexualmente inerte. Lo único que tenía que hacer era la dirección maníaca de Raimi, e incluso eso parecía ... llamativo. Sin embargo, en retrospectiva, esto es un buena película, socavada por fuerzas externas".